# Chaetocnema compressa
Chaetocnema compressa är en skalbaggsart som först beskrevs av Letzner 1846.  Chaetocnema compressa ingår i släktet Chaetocnema, och familjen bladbaggar. Arten har ej påträffats i Sverige.